# 西島中學

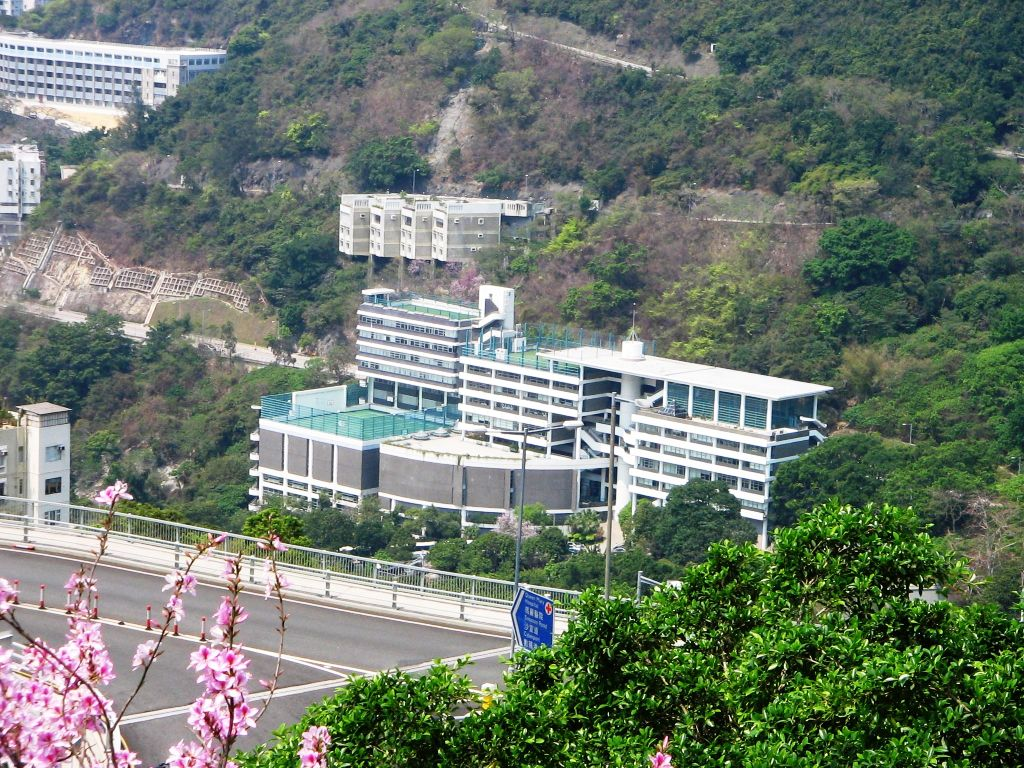
西島中學

西島中學（英語：West Island School），是一所位於香港薄扶林的國際中學，校舍位於域多利道250號，毗鄰薄扶林華人基督教墳場，屬英基學校協會旗下學校，1991年創校。

## 外部連結
- 西島中學官方網站 （页面存档备份，存于）